# Ax 3 Domaines
Ax 3 Domaines (antiguamente llamada «Ax-Bonascre») es una estación de deportes de invierno de los Pirineos situada en el departamento de Ariège, a 8 kilómetros del municipio de Ax les Thermes. La estación fue originalmente conocida como "Ax-Bonascre". Se ubica a 30 kilómetros de la frontera con Andorra y en sentido opuesto a la misma distancia de Tarascon-sur-Ariège y a 120 de Toulouse.
El acceso a la estación se puede hacer por tres vías diferentes: por la RN-20, desde Tarascon a L'Hospitalet-près-l'Andorre; por la RD-613, desde Prades; o por la RD-25, desde Mijanès pasando por el Col de Pailhères.
Se creó en diciembre de 1955 y se trata de una estación de esquí alpino, con 36 pistas repartidas en tres áreas de esquí; Bonascre a baja altura, Saquet, a media altura y Campèls a alta altura, en total son 80 kilómetros de pistas bien protegidas y señalizadas. También hay una pista de esquí de fondo abierta en 2009. También cuenta con 194 cañones de nieve artificial para evitar las olas climáticas cálidas. Desde el invierno de 2002 la estación está unida a Ax les Termes a través de una telecabina de dieciséis plazas.
Desde 2004, en cooperación con el municipio de Ax les Thermes y los otros municipios, se creó una sociedad mixta privada, la SAVASEM (Ski alpin des vallées d'Ax, Société d'économie mixte) que gestiona Ax 3 Domaines así como el estación de Ascou-Pailhères. También colabora con las estaciones de esquí de fondo de Le Chioula y de Plateau de Beille. También se firmó un acuerdo con la estación de Grandvalira en Andorra.
La buena marcha económica ha permitido a los directivos de la estación a invertir en nuevas infraestructuras en 2006 y 2007. Este dinamismo se ha acentuado por los pasos del Tour de Francia en 2001, 2003, 2005 y 2010, de la Ruta del Sur en 2002 y 2006, y en menor medida la Ronde d'Isard en 2010.
La estación no se limita al práctica de los deportes de invierno, ya que también abre en verano con actividades como la senderismo y mountain bike.

## Tour de Francia
El Tour de Francia ha tenido a la estación como llegada de etapa en cinco ocasiones. La primera vez fue en 2001 y la última en 2013. Excepto en 2001 que se llegó a través del Col de Chioula el resto se ha llegado desde el Col de Pailhères. El ascenso, si bien no es muy largo está catalogado de 1.ª categoría.
Características
- Longitud: 7,8 km
- Altitud inicio: 716 m (Ax les Thermes)
- Altitud final: 1350 m
- Desnivel: 634 m
- Pendiente: 8,2 %

| Edición | Etapa | Categoría | Primero en la cima |
| 2001    | 12.ª  | 1         | Félix Cárdenas     |
| 2003    | 13.ª  | 1         | Carlos Sastre      |
| 2005    | 14.ª  | 1         | Georg Totschnig    |
| 2010    | 14.ª  | 1         | Christophe Riblon  |
| 2013    | 8.ª   | 1         | Christopher Froome |

### Ascensiones más rápidas
La ascensión más rápida la consiguió Roberto Laiseka en 2001 con un tiempo de 22 min 55 s.
| Posición | Ciclista             | Tiempo      | Velocidad media | Año  |
| 1.ª      | Roberto Laiseka      | 22 min 55 s | 23,560 km/h     | 2001 |
| 2.ª      | Lance Armstrong      | 22 min 57 s | 23,530 km/h     | 2001 |
| 3.ª      | Christopher Froome   | 23 min 12 s | 23,280 km/h     | 2013 |
| 4.ª      | Jan Ullrich          | 23 min 18 s | 23,180 km/h     | 2003 |
| 5.ª      | Jan Ullrich          | 23 min 20 s | 23,140 km/h     | 2001 |
| 6.ª      | Haimar Zubeldia      | 23 min 20 s | 23,140 km/h     | 2003 |
| 7.ª      | Lance Armstrong      | 23 min 25 s | 23,060 km/h     | 2003 |
| 8.ª      | Alexandre Vinokourov | 23 min 35 s | 22,900 km/h     | 2003 |
| 9.ª      | Ivan Basso           | 23 min 37 s | 22,870 km/h     | 2003 |
| 10.ª     | Lance Armstrong      | 23 min 40 s | 22,820 km/h     | 2005 |